# سام كيلر
سام كيلر (بالإنجليزية: Sam Keller)‏ هو لاعب كرة قدم أمريكية أمريكي، ولد في 28 سبتمبر 1984 في دانفيل في الولايات المتحدة.